# Straßenbahn Avignon
Die Straßenbahn Avignon (französisch Tramway d’Avignon) ist das Straßenbahnsystem der französischen Stadt Avignon und des umgebenden Großraums. Mit dem Rollout des Triebwagens 101 wurde der Betrieb am 19. Oktober 2019 eröffnet.
Bereits von 1901 bis 1932 hatte eine meterspurige Straßenbahn in der Stadt verkehrt; sie löste die 1889 eingeführten Pferdebusse ab.

## Pferdebus und meterspurige Straßenbahn bis 1932
Der Bau des Netzes begann im Jahr 1898, die Inbetriebnahme der sechs Linien fand 1901 statt. Im Jahr 1905 wurde das Netz der Compagnie des tramways électriques d’Avignon auf fünf Linien reduziert. Für den Betrieb standen 18 Triebwagen zur Verfügung. Alle Linien zusammen hatten eine Länge von 21,8 km, welche auf 17 km Streckenkilometern verkehrten. Pro Jahr wurden bis zu 2 Millionen Fahrgäste befördert. Ab 1918 nahm der Verkehr um 25 % ab. Daraufhin musste der Betrieb am 31. Mai 1932 eingestellt werden.

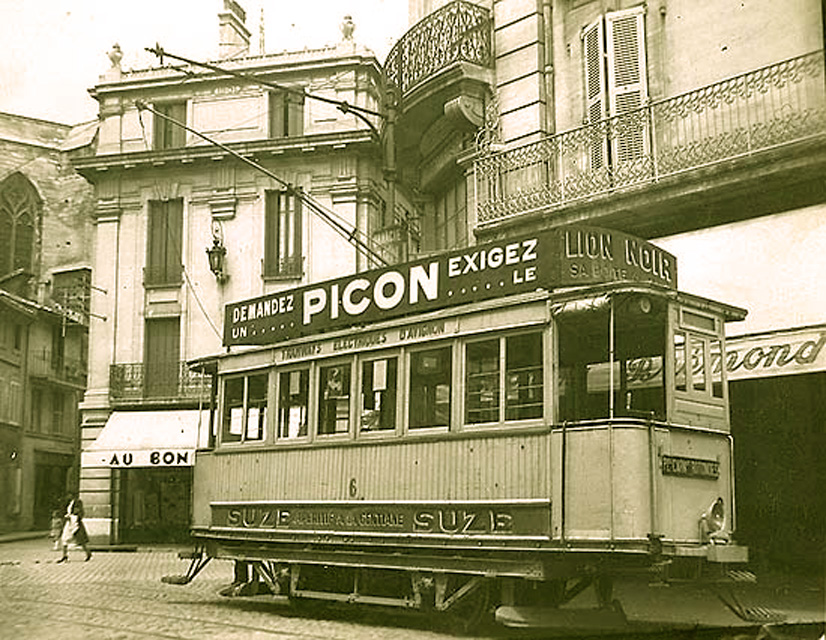
Triebwagen auf der Place Carnot
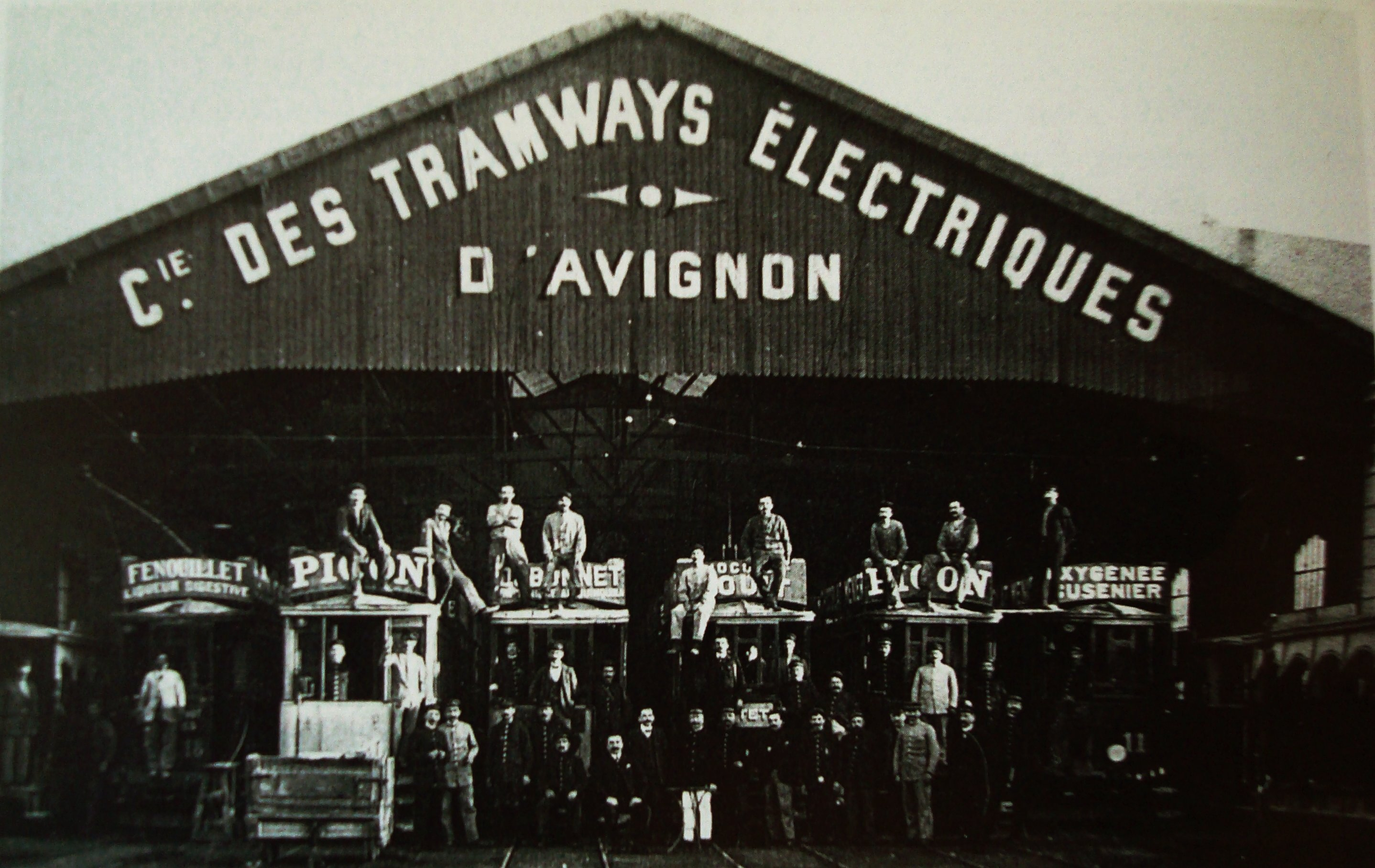
Betriebshof um 1905

## Normalspurige Straßenbahn ab 2019

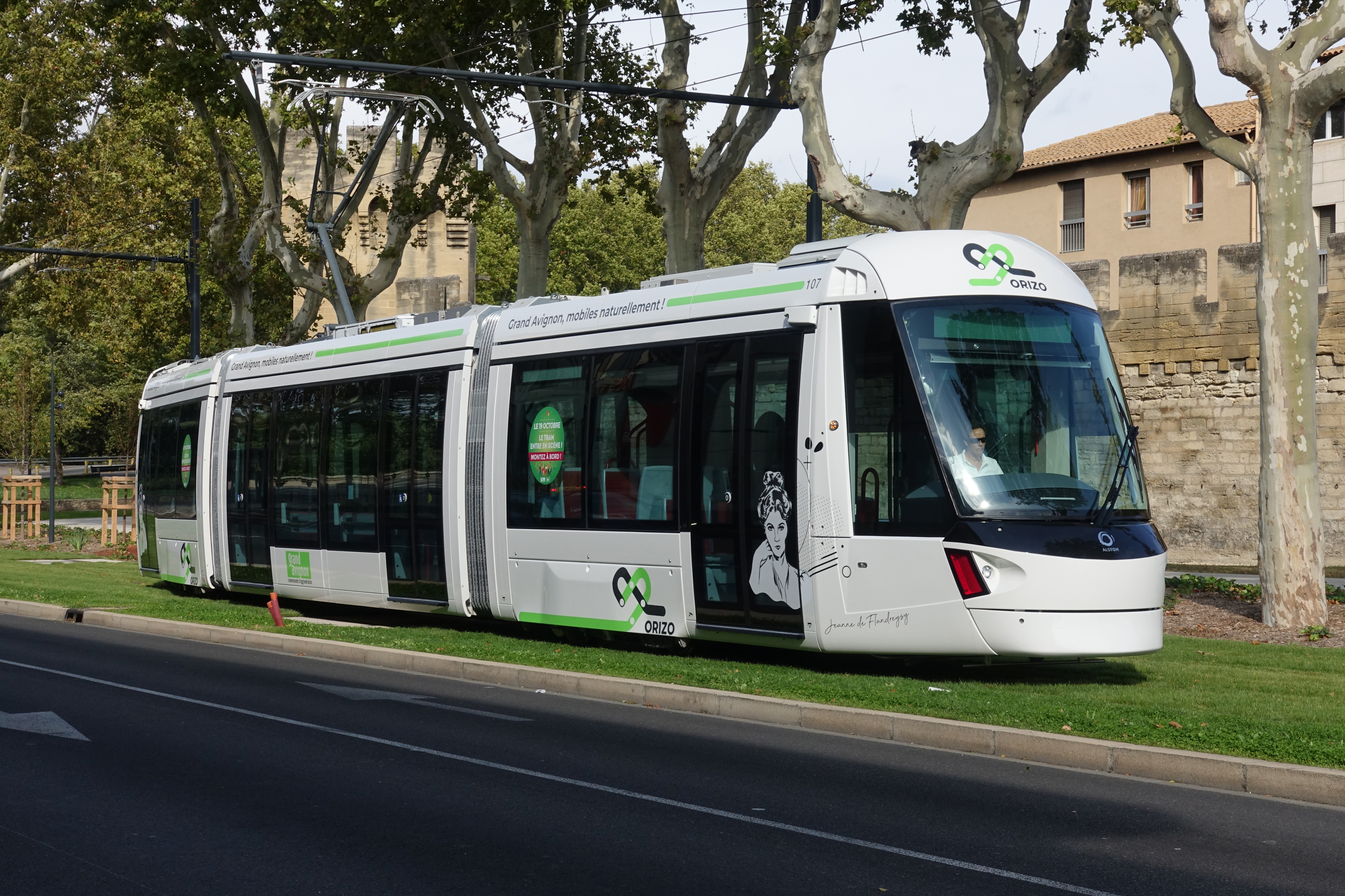
Straßenbahnwagen 107 nahe der Haltestelle Saint-Roch – Université des Métiers

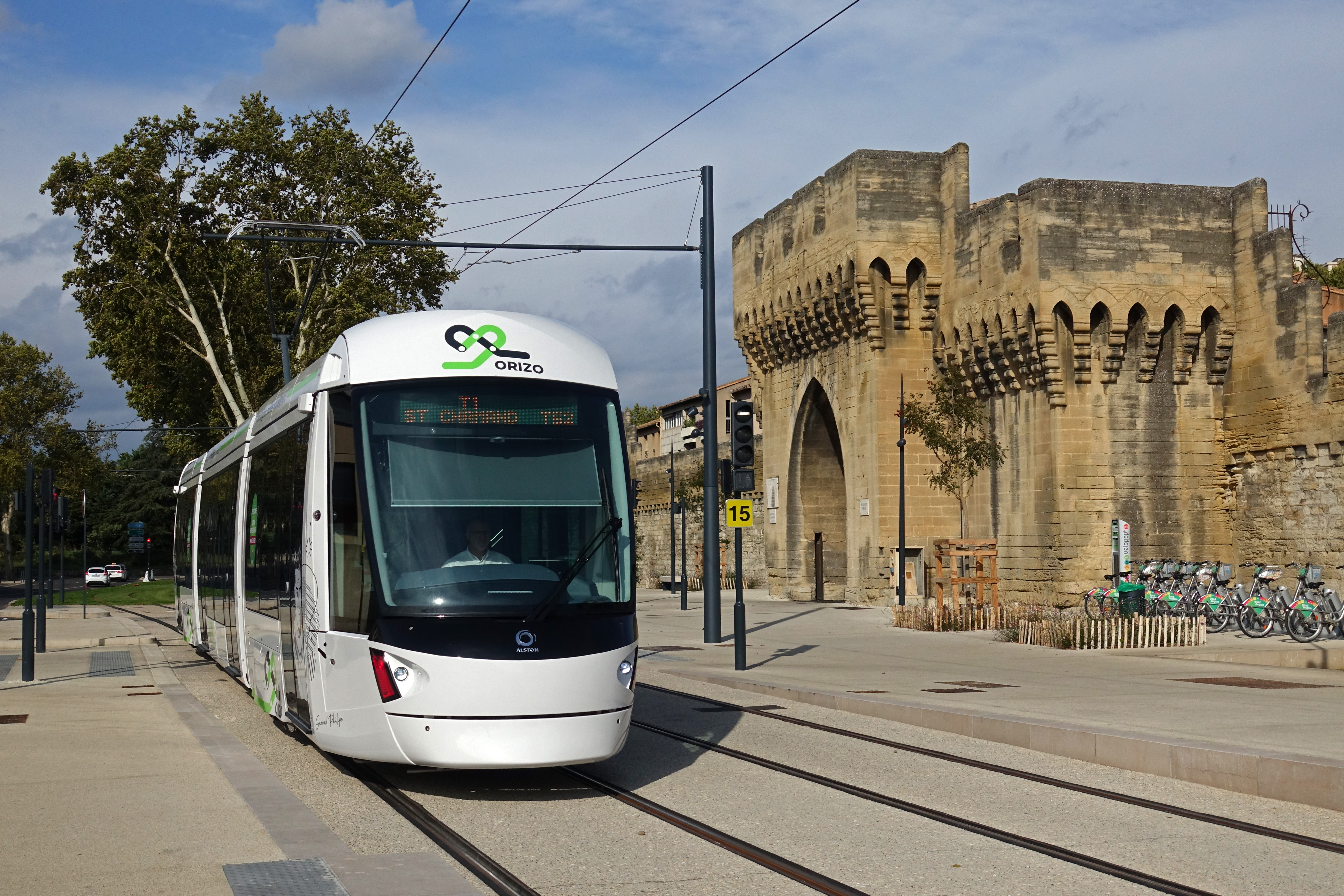
Frontansicht des Wagens 102

Das neue Netz sollte ursprünglich aus den beiden Linien A und B bestehen, die sich im Stadtzentrum am Bahnhof kreuzen. Im Januar 2015 wurde aber beschlossen, nur die Linie B zu verwirklichen. Am 9. März 2018 wurde jedoch entschieden, die zweite Linie doch zu realisieren, und zwar zwischen der Île Piot und der Porte Saint-Lazare. Deren Eröffnung ist für September 2025 geplant.
Alle Stationen weisen eine Bahnsteiglänge von 30 Meter auf – mit Ausnahme der Station am Bahnhof mit 80 Meter langen Bahnsteigen, da dort beide Linien aufeinander treffen. Es sollen 24 Züge des Typs Alstom Citadis Compact mit einer Länge von jeweils 26 Metern beschafft werden.

### Die ursprüngliche Planung

Ursprünglich geplantes Netz

#### Linie A
Die Linie A sollte eine Länge von etwa 9,3 km haben und von Ost nach West verlaufen. Sie sollte 16 Stationen erhalten:
Ile Piot, Porte de l’Oulle, St Roch, Gare centrale, Les Sources, Thiers, St Lazare, St Veran, Roitelets le Pigonnier, La Halle, Zola, Le Lac Le Pontet, Joffre, Le Pontet Gare, Fargues, Real Panier.

#### Linie B
Die Linie B sollte eine Länge von etwa 5,3 km haben und von Süden ins Zentrum von Avignon verkehren. Sie sollte 10 Stationen erhalten:
Horloge, Gare centrale, Les Roses, Place St Ruf, Marius Jouveau, Stade, Librairie, Aquilon, Barbiere, St Chamand.

### Die Entscheidung vom Januar 2015
Der im Frühjahr 2014 neugewählte Stadtrat war gegen eine Weiterführung des Unternehmens Neue Straßenbahn Avignon. Eine Studie wurde in Auftrag gegeben, um zwei Szenarien zu untersuchen: Beschränkung auf eine einzige Straßenbahnlinie, oder vollständiger Ausstieg und Ersatz durch Busse. Für Planungen und erste Baumaßnahmen waren aber bereits 30 Millionen Euro ausgegeben und wichtige Verträge mit Baufirmen und Kaufverträge über die Triebwagen abgeschlossen worden. So wären bei einem Rücktritt weitere Kosten in Höhe von 40 bis 50 Millionen Euro entstanden. Die Abstimmung ging zugunsten einer einzigen Linie von 6 km Länge aus. Dies hätte mit ca. 135 Mio. Euro nur die Hälfte des Gesamtprojekts gekostet. Als Eröffnungstermin wurde Ende 2018 anvisiert.
Ein Totalausstieg mit Errichtung der Buslinien wäre – einschließlich der Kosten für den Ausstieg – nur unwesentlich günstiger gewesen (118 Mio. Euro).

### Fahrzeuge

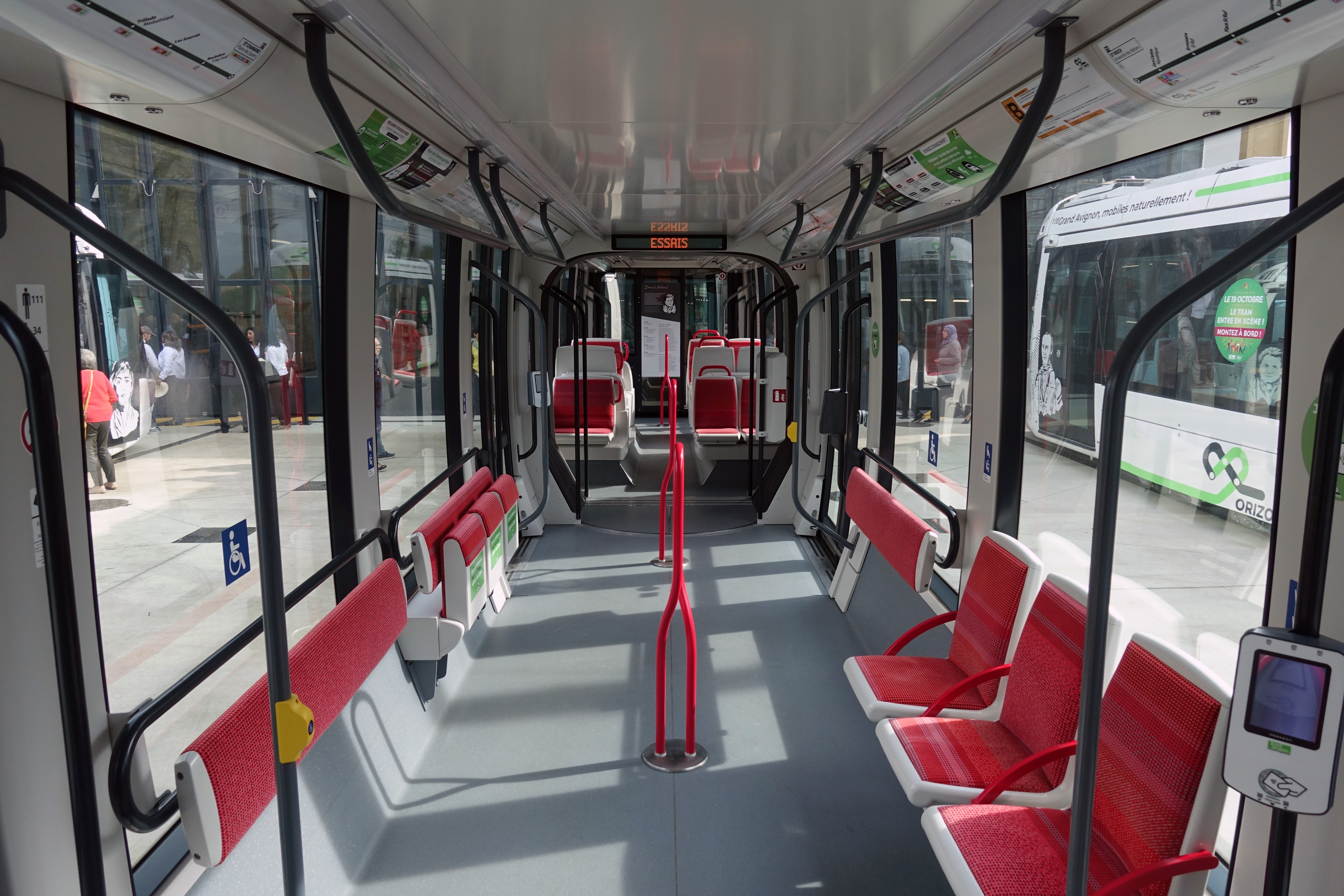
Innenraum eines Triebwagens

14 Straßenbahnwagen des Typs Citadis 205 bzw. Compact wurden bei Alstom bestellt. Diese sind 24 m lang und 2,40 m breit. Die Bevölkerung konnte über die Gestaltung der Fahrzeuge abstimmen, vier Varianten standen zur Auswahl. Die Entscheidung fiel für ein Design mit „gotischen Bögen“ bei den Türen. Die Fahrzeuge sollten in vier Farbtönen verkehren: Fuchsienrot, Anis, Orange und Blau.
Seit Ende Dezember 2013 steht auf dem Bahnhofsvorplatz ein Modell in Originalgröße. Ende Juli 2019 waren sieben Triebwagen im Betriebshof Saint Chamand eingetroffen. Die gewünschten „gotischen Bögen“ wurden nicht realisiert.